# Swietłana Prudnikowa
Swietłana Aleksandrowna Prudnikowa, ros. Светлана Александровна Прудникова (ur. 18 marca 1967 w Bałakowie) – rosyjska szachistka, od 1998 reprezentantka Jugosławii, a obecnie Serbii; arcymistrzyni od 1992 roku.

## Kariera szachowa
Pierwsze międzynarodowe sukcesy zaczęła odnosić w połowie lat 80. XX wieku. W latach 1986 (w Wilnie) i 1987 (w Baguio) dwukrotnie zdobyła tytuły wicemistrzyni świata juniorek do 20 lat. W 1987 zwyciężyła w Halle, a w 1989 w Atenach (turniej Acropolis). W 1990 osiągnęła jeden z największych sukcesów w karierze, zajmując IV m. (za Ketino Kachiani, Alisą Galliamową i Eliską Klimovą) w rozegranym w Azowie turnieju międzystrefowym (eliminacji mistrzostw świata kobiet).
Po rozpadzie Związku Radzieckiego należała do ścisłej czołówki rosyjskich szachistek. Dwukrotnie (1992, 1998) zdobyła złote medale indywidualnych mistrzostw kraju, oprócz tego w latach 1996 i 1997 srebrne, a w 1995 medal brązowy. W 1992 i 1996 reprezentowała swój kraj na szachowych olimpiadach, zdobywając dwa medale (złoty w 1992 – za wynik indywidualny na II szachownicy oraz brązowy w 1996 – wspólnie z drużyną), w 1992 była również uczestniczką drużynowych mistrzostw Europy. Dwukrotnie odniosła zwycięstwa w turniejach rozgrywanych w Belgradzie, w latach 1995 (wspólnie z Coriną-Isabelą Peptan i Antoanetą Stefanową) oraz 1997 (wspólnie z Tetianą Wasylewycz i Aną Benderac).
Po zmianie obywatelstwa była podstawową zawodniczką reprezentacji Jugosławii. W latach 2000, 2002 i 2004 trzykrotnie brała udział w olimpiadach (w 2002 zdobywając złoty medal za indywidualny wynik na III szachownicy), a w 2001, 2003 i 2005 – na drużynowych mistrzostwach Europy (2003 – srebrny medal na III szachownicy). W latach 2000 i 2002 dwukrotnie zdobyła tytuły mistrzyni Jugosławii, a w 2001 w finałowym turnieju zajęła II miejsce (za Iriną Czeluszkiną). W 2001 zakwalifikowała się do rozegranego w Moskwie pucharowego turnieju o mistrzostwo świata (w I rundzie przegrała z Camillą Baginskaite i odpadła z dalszej rywalizacji). W 2003 zwyciężyła w międzynarodowym turnieju w Belgradzie.
Najwyższy wynik rankingowy w karierze osiągnęła 1 lipca 2000; mając 2428 punktów, zajmowała wówczas 25 .miejsce na światowej liście FIDE (oraz drugie – za Alisą Marić – wśród jugosłowiankich szachistek).